# Lumphiniparken

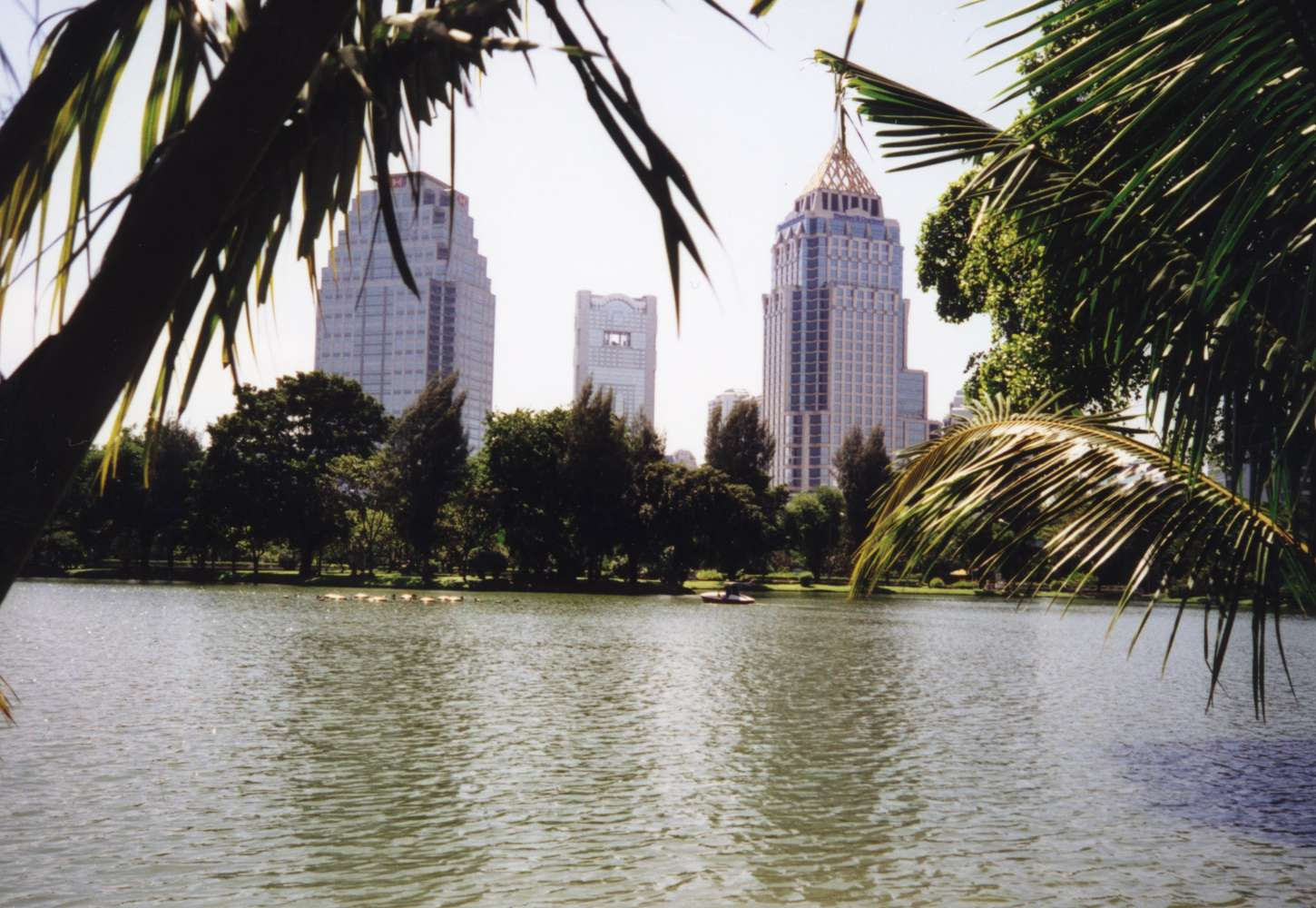
Lumphini Park i Bangkok

Lumphiniparken (engelska: Lumphini park; thai: สวนลุมพินี (sǔuan lǔmphínii)) ligger i Bangkok, Thailand som en stor grön oas mitt i storstaden. Hit kommer Bangkokborna för att göra allt från att sjunga karaoke till att utöva morgongymnastik. Parken har en stor konstgjord sjö där man kan hyra båtar. Vid den sydvästra sidan av parken finns en staty av kung Vajiravudh.